# Yōsuke Furukawa
Yōsuke Furukawa (japanisch 古川 陽介, Furukawa Yōsuke; * 16. Juli 2003 in der Präfektur Shiga) ist ein japanischer Fußballspieler, der aktuell beim SV Darmstadt 98 unter Vertrag steht.

## Karriere
Yōsuke Furukawa erlernte das Fußballspielen in den Jugendmannschaften des Azul FC und Kyōto Sanga sowie in der Schulmannschaft der Shizuoka Gakuen High School. Seinen ersten Profivertrag unterschrieb er am 1. Februar 2022 bei Júbilo Iwata. Der Verein aus Iwata, einer Stadt in der Präfektur Shizuoka, spielt in der ersten japanischen Liga. Sein Erstligadebüt gab Yōsuke Furukawa am 2. April 2022 (6. Spieltag) im Auswärtsspiel gegen Kashiwa Reysol. Hier wurde er in der 66. Minute für Daiki Ogawa eingewechselt. Kashiwa gewann das Spiel 2:0. Am Saisonende 2022 musste er mit dem Verein als Tabellenletzter in die zweite Liga absteigen. 2023 gelang ihm mit dem Verein als Vizemeister der zweiten Liga der direkte Wiederaufstieg in die erste Liga. Im September 2024 wurde Furukawa bis Saisonende an den polnischen Erstligisten Górnik Zabrze verliehen. Im Sommer 2025 wechselte er fest zum SV Darmstadt 98.

## Erfolge
Júbilo Iwata
- Japanischer Zweitligavizemeister: 2023